# Лука (епископ Полоцкий)
Лука — епископ Полоцкий (1492—1503) Русской православной церкви.
О его мирской жизни сведений практически не сохранилось. Участвовал в церемониале встречи великой княжны Елены Иоанновны,  дочери великого князя московского Ивана III Васильевича и византийской принцессы Софии Палеолог и нареченной невесты великого князя литовского Александра Ягеллончика в январе 1495 года, в том же году он принимал участие в хиротонии митрополита киевского Макария Первого. 
Известна жалованная королевская грамота от 26 декабря 1503 года епископу Луке на архиерейскую вотчину, отчужденную полоцкими боярами и софийскими крылошанами.